# Holcaspis subaenea
Holcaspis subaenea is een keversoort uit de familie van de loopkevers (Carabidae). De wetenschappelijke naam van de soort is voor het eerst geldig gepubliceerd in 1841 door Guérin-Méneville.